# Premierzy Armenii
Premier Armenii to szef rządu Republiki Armenii. 

## Demokratyczna Republika Armenii(1918–1920)
| Osoba | Osoba                            | Osoba   | Kadencja          | Kadencja          | Partia polityczna              | Rząd                       |
| #     | Imię i nazwisko                  | Portret | Od                | Do                | Partia polityczna              | Rząd                       |
| ----- | -------------------------------- | ------- | ----------------- | ----------------- | ------------------------------ | -------------------------- |
| 1     | Howhannes Kadżaznuni (1868–1938) |         | 30 maja 1918      | 28 maja 1919      | Armeńska Federacja Rewolucyjna | Rząd Howhannesa Kadżaznuni |
| 2     | Aleksandr Hatisian (1874–1945)   |         | 28 maja 1919      | 5 maja 1920       | Armeńska Federacja Rewolucyjna | Rząd Aleksandra Hatisiana  |
| 3     | Hamo Ohandżanian (1873–1947)     |         | 5 maja 1920       | 25 listopada 1920 | Armeńska Federacja Rewolucyjna | Rząd Hamo Ohandżaniana     |
| 4     | Simon Wracjan (1882–1969)        |         | 25 listopada 1920 | 2 grudnia 1920    | Armeńska Federacja Rewolucyjna | Rząd Simona Wracjana       |

## Armeńska Socjalistyczna Republika Radziecka(1922–1991)
W latach 1921–1946 przewodniczący Rady Komisarzy Ludowych, od 1946 przewodniczący Rady Ministrów.
| Osoba | Osoba                            | Osoba   | Kadencja          | Kadencja          | Partia polityczna             | Rząd                               |
| #     | Imię i nazwisko                  | Portret | Od                | Do                | Partia polityczna             | Rząd                               |
| ----- | -------------------------------- | ------- | ----------------- | ----------------- | ----------------------------- | ---------------------------------- |
| 1     | Aleksandr Miasnikian (1886–1925) |         | 21 maja 1921      | 2 lutego 1922     | Armeńska Partia Komunistyczna | Rząd Aleksandra Miasnikiana        |
| 2     | Siergiej Łukaszyn (1885–1937)    |         | 21 maja 1922      | 24 czerwca 1925   | Armeńska Partia Komunistyczna | Rząd Siergieja Łukaszyna           |
| 3     | Sarkis Ambarcumjan (1880–1944)   |         | 24 czerwca 1925   | 22 marca 1928     | Armeńska Partia Komunistyczna | Pierwszy rząd Sarkisa Ambarcumjana |
| 4     | Sahak Ter-Gabrieljan (1886–1937) |         | 22 marca 1928     | 10 lutego 1935    | Armeńska Partia Komunistyczna | Rząd Sahaka Ter-Gabrieljana        |
| 5     | Aram Gulojan (1893–1938)         |         | 10 lutego 1935    | luty 1937         | Armeńska Partia Komunistyczna | Rząd Abrama Gulojana               |
| (3)   | Sarkis Ambarcumjan (1880–1944)   |         | luty 1937         | maj 1937          | Armeńska Partia Komunistyczna | Drugi rząd Sarkisa Ambarcumjana    |
| 6     | Stiepan Akopjan                  |         | maj 1937          | 21 września 1937  | Armeńska Partia Komunistyczna | Rząd Stiepana Akopjana             |
| 7     | Aram Piruzjan (1907–1996)        |         | 23 listopada 1937 | październik 1943  | Armeńska Partia Komunistyczna | Rząd Arama Piruzjana               |
| 8     | Agasi Sarkisjan (1905–1978)      |         | październik 1943  | 29 marca 1947     | Armeńska Partia Komunistyczna | Rząd Agasiego Sarkisjana           |
| 9     | Saak Karapetjan (1906–1986)      |         | 29 marca 1947     | 20 listopada 1952 | Armeńska Partia Komunistyczna | Rząd Saaka Karapetjana             |
| 10    | Anton Koczinian (1913–1989)      |         | 20 listopada 1952 | 5 lutego 1966     | Armeńska Partia Komunistyczna | Rząd Antona Kocziniana             |
| 11    | Badal Muradjan (1915–1991)       |         | 5 lutego 1966     | 21 listopada 1972 | Armeńska Partia Komunistyczna | Rząd Badala Muradjana              |
| 12    | Grikor Arzumanian (1919–1976)    |         | 21 listopada 1972 | 28 listopada 1976 | Armeńska Partia Komunistyczna | Rząd Grigorija Arzumaniana         |
| -     | Gerasim Martirosjan (tymczasowo) |         | 28 listopada 1976 | 17 stycznia 1977  | Armeńska Partia Komunistyczna | Rząd Grigorija Arzumaniana         |
| 13    | Fadej Sarkisjan (1923–2010)      |         | 17 stycznia 1977  | 16 stycznia 1989  | Armeńska Partia Komunistyczna | Rząd Fadjeja Sarkisjana            |
| 14    | Władimir Markarjanc (1934–2000)  |         | 16 stycznia 1989  | 13 sierpnia 1990  | Armeńska Partia Komunistyczna | Rząd Władimira Markarjanca         |

## Republika Armenii(od 1991)
| Osoba | Osoba                                         | Osoba           | Kadencja             | Kadencja                        | Partia polityczna            | Rząd                               |
| #     | Imię i nazwisko                               | Portret         | Od                   | Do                              | Partia polityczna            | Rząd                               |
| ----- | --------------------------------------------- | --------------- | -------------------- | ------------------------------- | ---------------------------- | ---------------------------------- |
| 1     | Wazgen Manukian (1946–)                       |                 | 13 sierpnia 1990     | 22 listopada 1991               | Narodowa Unia Demokratyczna  | Rząd Wazgena Manukiana             |
| 2     | Gagik Harutiunian (1948–)                     |                 | 22 listopada 1991    | 30 lipca 1992                   | bezpartyjny                  | Rząd Gagika Arutiuniana            |
| 3     | Chosrow Harutiunian (1948–)                   |                 | 30 lipca 1992        | 2 lutego 1993                   | bezpartyjny                  | Rząd Chosrowa Harutiuniana         |
| 4     | Hrant Bagratian (1958–)                       |                 | 2 lutego 1993        | 24 lipca 1995                   | Pan-ormiański Ruch Narodowy  | Pierwszy rząd Hranta Bagratiana    |
| 4     | Hrant Bagratian (1958–)                       | 24 lipca 1995   | 4 listopada 1996     | Drugi rząd Hranta Bagratiana    | Pan-ormiański Ruch Narodowy  |                                    |
| 5     | Armen Sarkisjan (1953–)                       |                 | 4 listopada 1996     | 20 marca 1997                   | bezpartyjny                  | Rząd Armena Sarkisjana             |
| 6     | Robert Koczarian (1954–)                      |                 | 20 marca 1997        | 10 kwietnia 1998                | bezpartyjny                  | Rząd Roberta Koczariana            |
| 7     | Armen Darpinian (1965–)                       |                 | 10 kwietnia 1998     | 11 czerwca 1999                 | bezpartyjny                  | Rząd Armena Darbiniana             |
| 8     | Wazgen Sarkisjan (1959–1999)                  |                 | 11 czerwca 1999      | 27 października 1999            | Republikańska Partia Armenii | Rząd Wazgena Sarkisjana            |
| -     | Robert Koczarian (1954–) (pełniący obowiązki) |                 | 27 października 1999 | 3 listopada 1999                | bezpartyjny                  | Rząd Wazgena Sarkisjana            |
| 9     | Aram Sarkisjan (1961–)                        |                 | 3 listopada 1999     | 28 lutego 2000                  | Republikańska Partia Armenii | Pierwszy rząd Arama Sarkisjana     |
| 9     | Aram Sarkisjan (1961–)                        | 28 lutego 2000  | 2 maja 2000          | Drugi rząd Arama Sarkisjana     | Republikańska Partia Armenii |                                    |
| -     | Robert Koczarian (1954–) (pełniący obowiązki) |                 | 2 maja 2000          | Drugi rząd Arama Sarkisjana     | 12 maja 2000                 | bezpartyjny                        |
| 10    | Andranik Markarian (1951–2007)                |                 | 12 maja 2000         | 12 czerwca 2003                 | Republikańska Partia Armenii | Pierwszy rząd Andranika Markariana |
| 10    | Andranik Markarian (1951–2007)                | 12 czerwca 2003 | 25 marca 2007        | Drugi rząd Andranika Markariana | Republikańska Partia Armenii |                                    |
| 11    | Serż Sarkisjan (1954–)                        |                 | 26 marca 2007        | 9 kwietnia 2008                 | Republikańska Partia Armenii | Pierwszy rząd Serża Sarkisjana     |
| 12    | Tigran Sarkisjan (1960–)                      |                 | 9 kwietnia 2008      | 2 czerwca 2012                  | Republikańska Partia Armenii | Pierwszy rząd Tigrana Sarkisjana   |
| 12    | Tigran Sarkisjan (1960–)                      | 2 czerwca 2012  | 13 kwietnia 2014     | Drugi rząd Tigrana Sarkisjana   | Republikańska Partia Armenii |                                    |
| 13    | Howik Abrahamian (1958–)                      |                 | 13 kwietnia 2014     | 13 września 2016                | Republikańska Partia Armenii | Rząd Howika Abrahamiana            |
| 14    | Karen Karapetian (1963–)                      |                 | 13 września 2016     | 17 kwietnia 2018                | Republikańska Partia Armenii | Rząd Karena Karapetiana            |
| 15    | Serż Sarkisjan (1954–)                        |                 | 17 kwietnia 2018     | 23 kwietnia 2018                | Republikańska Partia Armenii | Drugi rząd Serża Sarkisjana        |
| -     | Karen Karapetian (1963–) (pełniący obowiązki) |                 | 23 kwietnia 2018     | 8 maja 2018                     | Republikańska Partia Armenii | Drugi rząd Serża Sarkisjana        |
| 16    | Nikol Paszinian (1975–)                       |                 | 8 maja 2018          | nadal urzęduje                  | Kontrakt Obywatelski         | Rząd Nikola Pasziniana             |